# Agriades zullichi
Agriades zullichi је врста инсекта из реда лептира (Lepidoptera) и породице плаваца (Lycaenidae). 

## Распрострањење
Ареал врсте је ограничен на једну државу. Шпанија је једино познато природно станиште врсте.

## Угроженост
Ова врста се сматра угроженом.